# Eleições estaduais na Bahia em 1974
As eleições estaduais na Bahia em 1974 ocorreram em duas etapas conforme determinava a legislação vigente: a etapa indireta aconteceu em 3 de outubro e nela a ARENA elegeu o governador Roberto Santos e o vice-governador Edvaldo Correia; em 15 de novembro houve eleições gerais em 22 estados e nos territórios federais do Amapá, Rondônia e Roraima. Naquela ocasião a ARENA elegeu o senador Luís Viana Filho e conseguiu a maioria dentre os 26 deputados federais e 50 deputados estaduais eleitos. Os baianos residentes no Distrito Federal escolheram seus representantes para o Congresso Nacional por força da Lei n.º 6.091 de 15 de agosto de 1974.
O novo governador é o médico e professor Roberto Santos. Nascido em Salvador, formou-se em 1949 na Universidade Federal da Bahia com especialização nos Estados Unidos e Reino Unido. De volta ao Brasil, lecionou na instituição onde se formara e foi secretário de Saúde no governo Luís Viana Filho, cargo o qual deixou para assumir a reitoria da Universidade Federal da Bahia. Nos anos seguintes presidiu a Associação Brasileira de Educação Médica e o Conselho Nacional de Educação até filiar-se à ARENA e ser indicado ao Palácio de Ondina pelo presidente Ernesto Geisel em 1974, o que favoreceu aos políticos da ARENA que se opunham à liderança de Antônio Carlos Magalhães, cuja predileção recaia sobre Clériston Andrade, então prefeito de Salvador.
O vice-governador eleito foi o odontólogo, médico e pecuarista Edvaldo Correia, que nasceu em Cachoeira e exercia o quarto mandato consecutivo de deputado estadual.
Outro vencedor no pleito foi o advogado Luís Viana Filho. Nascido em Paris e registrado em Salvador, diplomou-se na Universidade Federal da Bahia em 1929. Professor, historiador e jornalista com passagens pelo jornal A Tarde, elegeu-se deputado federal em 1934, mas teve o mandato interrompido pelo Estado Novo. Retornou à política como fundador da UDN, passando pelo PL e reelegendo-se à Câmara dos Deputados em 1945, 1950, 1954, 1958 e 1962. Durante o Regime Militar de 1964 foi chefe da Casa Civil e ministro interino da Justiça no governo Castelo Branco, filiando-se depois à ARENA e sendo escolhido governador do Estado em 1966.

## Resultado das eleições para governador
Em eleição realizada pelos quarenta e seis membros Assembleia Legislativa da Bahia, a chapa vencedora obteve mais de oitenta por cento dos votos. A bancada do MDB se absteve.
| Candidatos a governador do estado | Candidatos a vice-governador | Número | Coligação             | Votação | Percentual |
| --------------------------------- | ---------------------------- | ------ | --------------------- | ------- | ---------- |
| Roberto Santos ARENA              | Edvaldo Correia ARENA        | -      | ARENA (sem coligação) | 40      | 86,95%     |

## Resultado das eleições para senador
Segundo o Tribunal Superior Eleitoral foram apurados 1.261.791 votos nominais (79,46%), 209.535 votos em branco (13,19%) e 116.673 votos nulos (7,35%) resultando no comparecimento de 1.587.999 eleitores.
| Candidatos a senador da República | Primeiro suplente de senador | Número | Coligação             | Votação | Percentual |
| --------------------------------- | ---------------------------- | ------ | --------------------- | ------- | ---------- |
| Luís Viana Filho ARENA            | Antônio Fernandes ARENA      | -      | ARENA (sem coligação) | 848.943 | 67,28%     |
| CIemens Sampaio MDB               | Vivaldo Ornellas MDB         | -      | MDB (sem coligação)   | 412.848 | 32,72%     |

## Deputados federais eleitos
São relacionados os candidatos eleitos com informações complementares da Câmara dos Deputados.

Representação eleita
  ARENA: 21
  MDB: 5

| Deputados federais eleitos | Partido | Votação | Percentual | Cidade onde nasceu     | Unidade federativa |
| Jutahy Magalhães           | ARENA   | 83.962  |            | Rio de Janeiro         | Rio de Janeiro     |
| Ney Ferreira               | MDB     | 53.233  |            | Salvador               | Bahia              |
| João Durval Carneiro       | ARENA   | 48.393  |            | Feira de Santana       | Bahia              |
| Luís Viana Neto            | ARENA   | 44.504  |            | Salvador               | Bahia              |
| Henrique Brito             | ARENA   | 43.903  |            | São Gonçalo dos Campos | Bahia              |
| Rômulo Galvão              | ARENA   | 43.784  |            | Campo Formoso          | Bahia              |
| Prisco Viana               | ARENA   | 40.831  |            | Caetité                | Bahia              |
| Rui Bacelar                | ARENA   | 40.766  |            | Entre Rios             | Bahia              |
| Lomanto Júnior             | ARENA   | 35.754  |            | Jequié                 | Bahia              |
| Djalma Bessa               | ARENA   | 33.686  |            | Xique-Xique            | Bahia              |
| João Alves                 | ARENA   | 33.686  |            | Maceió                 | Alagoas            |
| Afrísio Vieira Lima        | ARENA   | 33.595  |            | Remanso                | Bahia              |
| Horácio Matos              | ARENA   | 33.008  |            | Lençóis                | Bahia              |
| Leur Lomanto               | ARENA   | 32.350  |            | Jequié                 | Bahia              |
| Menandro Minahim           | ARENA   | 27.771  |            | Salvador               | Bahia              |
| Fernando Magalhães         | ARENA   | 27.652  |            | Conceição do Almeida   | Bahia              |
| Wilson Falcão              | ARENA   | 26.775  |            | Feira de Santana       | Bahia              |
| Manoel Novaes              | ARENA   | 26.686  |            | Floresta               | Pernambuco         |
| Vasco Neto                 | ARENA   | 26.572  |            | Guaxupé                | Minas Gerais       |
| Teódulo Albuquerque        | ARENA   | 26.393  |            | Pilão Arcado           | Bahia              |
| Odulfo Domingues           | ARENA   | 24.361  |            | Jacaraci               | Bahia              |
| Rogério Rego               | ARENA   | 24.168  |            | Salvador               | Bahia              |
| Henrique Cardoso           | MDB     | 23.439  |            | Ilhéus                 | Bahia              |
| Nóide Cerqueira            | MDB     | 23.083  |            | Feira de Santana       | Bahia              |
| Hildérico Oliveira         | MDB     | 22.331  |            | Mundo Novo             | Bahia              |
| Antônio José               | MDB     | 20.094  |            | Vitória da Conquista   | Bahia              |

## Deputados estaduais eleitos
Das cinquenta vagas em disputa, o placar foi de quarenta e um para a ARENA e nove para o MDB, segundo dados da Assembleia Legislativa da Bahia e do Tribunal Superior Eleitoral.

Representação eleita
  ARENA: 41
  MDB: 9

| Deputados estaduais eleitos | Partido | Votação | Percentual | Cidade onde nasceu     | Unidade federativa |
| Renan Baleeiro              | ARENA   | 31.492  |            | Salvador               | Bahia              |
| Cristóvão Ferreira          | ARENA   | 31.310  |            | Salvador               | Bahia              |
| Carlos Sant'Anna            | ARENA   | 28.846  |            | Salvador               | Bahia              |
| Fernando Daltro             | ARENA   | 25.145  |            | Jacobina               | Bahia              |
| Eujácio Simões Viana        | ARENA   | 22.764  |            | Itororó                | Bahia              |
| Barbosa Romeu               | ARENA   | 22.572  |            | Salvador               | Bahia              |
| Vilobaldo Freitas           | ARENA   | 21.832  |            | Caetité                | Bahia              |
| Miguel Coutinho             | ARENA   | 21.347  |            | Ibirapitanga           | Bahia              |
| Jairo Azi                   | ARENA   | 20.271  |            | Lamarão                | Bahia              |
| Rodolfo de Queiroz          | ARENA   | 19.950  |            | Pilão Arcado           | Bahia              |
| Firmo Pinheiro              | ARENA   | 19.811  |            | Salvador               | Bahia              |
| Clemenceau Teixeira         | ARENA   | 19.169  |            | Salvador               | Bahia              |
| Márcio Cardoso              | ARENA   | 18.659  |            | Felisburgo             | Minas Gerais       |
| Moura Costa                 | ARENA   | 18.308  |            | Salvador               | Bahia              |
| Orlando Spínola             | ARENA   | 17.873  |            | Salvador               | Bahia              |
| Epaminondas Rocha           | ARENA   | 17.822  |            | Ibipeba                | Bahia              |
| Plínio Carneiro             | ARENA   | 17.771  |            | Serrinha               | Bahia              |
| Honorato Viana              | ARENA   | 17.139  |            | Casa Nova              | Bahia              |
| José Lourenço               | ARENA   | 16.621  |            | Porto                  | Portugal           |
| Augusto Matias              | ARENA   | 16.530  |            | São Félix              | Bahia              |
| Hélio Correia               | ARENA   | 16.403  |            | Macarani               | Bahia              |
| Ernani Rocha                | ARENA   | 16.335  |            | Teixeira               | Paraíba            |
| Carlos Facó                 | ARENA   | 16.215  |            | Beberibe               | Ceará              |
| Ana Oliveira                | ARENA   | 15.517  |            | Serrinha               | Bahia              |
| Rocha Pires                 | ARENA   | 15.294  |            | Jacobina               | Bahia              |
| Stoessel Dourado            | ARENA   | 15.113  |            | Paripiranga            | Bahia              |
| Cleraldo Rezende            | ARENA   | 14.158  |            | Ipiaú                  | Bahia              |
| Elquisson Soares            | MDB     | 14.114  |            | Anagé                  | Bahia              |
| Edivaldo Lopes              | ARENA   | 13.849  |            | Morro do Chapéu        | Bahia              |
| Waldomiro Borges            | ARENA   | 13.792  |            | Jequié                 | Bahia              |
| Bião de Cerqueira           | ARENA   | 13.790  |            | São Francisco do Conde | Bahia              |
| Raulino de Queiroz          | ARENA   | 13.706  |            | Palmeiras              | Bahia              |
| Carlos Araújo               | ARENA   | 13.622  |            | Conceição do Coité     | Bahia              |
| Áureo Filho                 | ARENA   | 13.613  |            | Feira de Santana       | Bahia              |
| Luiz Athayde                | ARENA   | 13.545  |            | Salvador               | Bahia              |
| Murilo Cavalcanti           | ARENA   | 13.406  |            | Rio das Pedras         | São Paulo          |
| Paulo Nunes                 | ARENA   | 13.348  |            | Frei Paulo             | Sergipe            |
| Manoelito Teixeira          | ARENA   | 13.267  |            | Candeias               | Bahia              |
| Dilson Nogueira             | ARENA   | 13.175  |            | Xique-Xique            | Bahia              |
| Jairo Sento Sé              | ARENA   | 12.521  |            | Juazeiro               | Bahia              |
| Roque Aras                  | MDB     | 12.476  |            | Monte Santo            | Bahia              |
| Abelardo Veloso             | MDB     | 12.453  |            | Salvador               | Bahia              |
| Arquimedes Franco           | MDB     | 11.821  |            | Salvador               | Bahia              |
| Accioly Vieira              | ARENA   | 11.789  |            | Cícero Dantas          | Bahia              |
| Guttemberg Amazonas         | MDB     | 11.769  |            | Itabuna                | Bahia              |
| Sacramento Neto             | ARENA   | 11.343  |            | Ruy Barbosa            | Bahia              |
| Clodoaldo Campos            | MDB     | 10.395  |            | Irará                  | Bahia              |
| Aristeu Almeida             | MDB     | 10.013  |            | Santo Antônio de Jesus | Bahia              |
| Daniel Gomes                | MDB     | 9.463   |            | Itabuna                | Bahia              |
| Lourival Evangelista        | MDB     | 8.437   |            | Salvador               | Bahia              |